# Kanadische Badmintonmeisterschaft
Kanadische Meisterschaften im Badminton werden seit 1922 ausgetragen. Während des Zweiten Weltkrieges pausierten die Meisterschaften. 1957 beschloss der kanadische Badmintonverband, die Meisterschaften für die Welt zu öffnen und kombinierte bis 1961 die nationalen und internationalen Meisterschaften von Kanada in einem Wettbewerb. Seit 1962 werden die beiden Meisterschaften getrennt ausgetragen.

## Die Titelträger
| Saison    | Herreneinzel                                                    | Dameneinzel                                                     | Herrendoppel                                                    | Damendoppel                                                     | Mixed                                                           |
| --------- | --------------------------------------------------------------- | --------------------------------------------------------------- | --------------------------------------------------------------- | --------------------------------------------------------------- | --------------------------------------------------------------- |
| 1922      | Arthur Evans Snell                                              | C. A. Boone                                                     | P. C. G. Campbell H. L. Lafferty                                | C. A. Boone R. George                                           | P. C. G. Campbell                                               |
| 1923      | Pat McTaggart Cowan                                             | Marcelle Brunet                                                 | Pat McTaggart Cowan G. H. Gorges                                | C. A. Boone R. George                                           | G. H. Gorges W. M. Stewart                                      |
| 1924      | H. T. Douglas                                                   | Esme F. Coke                                                    | Arthur Evans Snell William M. Stewart                           | C. A. Boone Esme F. Coke                                        | William M. Stewart W. M. Stewart                                |
| 1925      | Pat McTaggart Cowan                                             | Esme F. Coke                                                    | Pat McTaggart Cowan Jack Underhill                              | C. A. Boone Esme F. Coke                                        | John de Navarre Kennedy Esme F. Coke                            |
| 1926      | C. Walter Aikman                                                | Esme F. Coke                                                    | Reginald H. Hill Jack G. Muir                                   | C. A. Boone Esme F. Coke                                        | Jack G. Muir Eileen George                                      |
| 1927      | C. Walter Aikman                                                | Eileen George                                                   | Jack G. Muir Jack Underhill                                     | H. Partington Eileen George                                     | C. Walter Aikman K. Archibald                                   |
| 1928      | Jack Underhill                                                  | Esme F. Coke                                                    | G. G. Blackstock Cyril Andrews                                  | C. A. Boone Esme F. Coke                                        | C. Walter Aikman K. Archibald                                   |
| 1929      | Jack Purcell                                                    | Esme F. Coke                                                    | Jack G. Muir Noel B. Radford                                    | Violet Milliner Eileen George                                   | Jack Underhill Eileen George                                    |
| 1930      | Jack Purcell                                                    | Yvette Porteous                                                 | G. G. Blackstock Cyril Andrews                                  | Violet Woodman Eileen George                                    | Jack Underhill Eileen George                                    |
| 1931      | Jack M. Taylor                                                  | Ruth Robertson                                                  | G. G. Blackstock Cyril Andrews                                  | Marjorie Barrow Marguerite Delage                               | Jack Underhill Eileen George                                    |
| 1932      | Jack Underhill                                                  | Anna Kier                                                       | Jack Underhill Noel B. Radford                                  | Marjorie Barrow Marguerite Delage                               | Noel B. Radford Anna Kier                                       |
| 1933      | Doug Grant                                                      | Ruth Robertson                                                  | Pat Burrows Douglas W. R. McKean                                | E. W. Whittington Nora Crossley                                 | George Goodwin Margaret Robertson                               |
| 1934      | Doug Grant                                                      | Anna Patrick                                                    | Bev Mitchell George Goodwin                                     | Marjorie Barrow Marguerite Delage                               | Dick Birch Anna Patrick                                         |
| 1935      | Rod Phelan                                                      | Margaret Taylor                                                 | Jack Sibbald Len Coles                                          | Margaret Robertson Ruth Robertson                               | George Goodwin Margaret Robertson                               |
| 1936      | Doug Grant                                                      | Dorothy Walton                                                  | Eric Leney Jack Underhill                                       | Margaret Robertson Ruth Robertson                               | Dick Birch Anna Patrick                                         |
| 1937      | Dick Birch                                                      | Anna Patrick                                                    | Jack Sibbald Joe Zaharko                                        | Anna Patrick Vess O’Shea                                        | Dick Birch Anna Patrick                                         |
| 1938      | John Samis                                                      | Dorothy Walton                                                  | Jack Sibbald Rod Phelan                                         | Margaret Taylor Vess O’Shea                                     | Len Schlemm Nancy Bonnar                                        |
| 1939      | Dick Birch                                                      | Marjorie Delaney                                                | Jack Sibbald Rod Phelan                                         | Margaret Taylor Vess O’Shea                                     | Dick Birch Vess O’Shea                                          |
| 1940      | Jim Snyder                                                      | Dorothy Walton                                                  | Jim Snyder Paul Snyder                                          | Dorothy Walton Evelyn Effnert                                   | Dick Birch Vess O’Shea                                          |
| 1941 1946 | nicht ausgetragen                                               | nicht ausgetragen                                               | nicht ausgetragen                                               | nicht ausgetragen                                               | nicht ausgetragen                                               |
| 1947      | John Samis                                                      | Claire Lovett                                                   | Jack Underhill John Samis                                       | Claire Lovett Nora Maw                                          | Dick Birch Barbara Ince                                         |
| 1948      | Dick Birch                                                      | Claire Lovett                                                   | Ted Pollock Roy G. Smith                                        | Marion Armstrong Edith Marshall                                 | Dick Birch Evelyn Roberts                                       |
| 1949      | John Samis                                                      | Marjorie Mapp                                                   | T. Darryl Thompson Ken Meredith                                 | Claire Lovett Jean Bardsley                                     | T. Darryl Thompson Jean Bardsley                                |
| 1950      | Alan Williams                                                   | Lois Reid                                                       | Grant Henry Dave Clapperton                                     | Evelyn Roberts Joan Hennessy                                    | Dick Birch Evelyn Roberts                                       |
| 1951      | T. Darryl Thompson                                              | Kae Otton                                                       | Dick Birch Gordon C. Simpson                                    | Lois Reid Jean Bardsley                                         | T. Darryl Thompson Jean Bardsley                                |
| 1952      | Donald Smythe                                                   | Marjorie Mapp                                                   | Donald Smythe Budd Porter                                       | Barbara Ince Joan Warren                                        | Budd Porter Edith Marshall                                      |
| 1953      | Donald Smythe                                                   | Marjory Shedd                                                   | Donald Smythe Budd Porter                                       | Lois Reid Jean Bardsley                                         | Dick Birch Barbara Ince                                         |
| 1954      | Donald Smythe                                                   | Marjory Shedd                                                   | Donald Smythe Bill Purcell                                      | Marjory Shedd Joan Hennessy                                     | T. Darryl Thompson Jean Bardsley                                |
| 1955      | Donald Smythe                                                   | Jean Waring                                                     | T. Darryl Thompson Bert Fergus                                  | Marjory Shedd Joan Hennessy                                     | T. Darryl Thompson Jean Bardsley                                |
| 1956      | David McTaggart                                                 | Jean Miller                                                     | Beverley Westcott Bill Purcell                                  | Marjory Shedd Joan Hennessy                                     | Bill Purcell Marjory Shedd                                      |
| 1957      | David McTaggart                                                 | Judy Devlin                                                     | Donald Smythe Budd Porter                                       | Sue Devlin Judy Devlin                                          | Bob Williams Ethel Marshall                                     |
| 1958      | David McTaggart                                                 | Jean Miller                                                     | Donald Smythe Budd Porter                                       | Marjory Shedd Joan Hennessy                                     | Bill Purcell Marjory Shedd                                      |
| 1959      | Tan Joe Hok                                                     | Judy Devlin                                                     | Lim Say Hup Teh Kew San                                         | Sue Devlin Judy Devlin                                          | Don P. Davis Judy Devlin                                        |
| 1960      | Tan Joe Hok                                                     | Marjory Shedd                                                   | Lim Say Hup Teh Kew San                                         | Lois Alston Beulah Armendariz                                   | Finn Kobberø Jean Miller                                        |
| 1961      | Erland Kops                                                     | Marjory Shedd                                                   | Finn Kobberø Jørgen Hammergaard Hansen                          | Marjory Shedd Dorothy Tinline                                   | Finn Kobberø Jean Miller                                        |
| 1962      | Wayne Macdonnell, BC                                            | Marjory Shedd, ON                                               | Jim Poole, US Bob Williams, US                                  | Marjory Shedd, ON Dorothy Tinline, ON                           | Berndt Dahlberg, SWE Dorothy Tinline, ON                        |
| 1963      | Wayne Macdonnell, BC                                            | Marjory Shedd, ON                                               | Bert Fergus, BC Wayne Macdonnell, BC                            | Marjory Shedd, ON Dorothy Tinline, ON                           | James Carnwath, ON Marjory Shedd, ON                            |
| 1964      | Wayne Macdonnell, BC                                            | Jean Miller, QC                                                 | Rolf Paterson, BC Edward Paterson, BC                           | Marjory Shedd, ON Dorothy Tinline, ON                           | James Carnwath, ON Marjory Shedd, ON                            |
| 1965      | Wayne Macdonnell, BC                                            | Sharon Whittaker, BC                                            | Rolf Paterson, BC Edward Paterson, BC                           | Marjory Shedd, ON Dorothy Tinline, ON                           | Rolf Paterson, BC Mimi Nilsson, BC                              |
| 1966      | Wayne Macdonnell, BC                                            | Jean Folinsbee, AB                                              | Rolf Paterson, BC Edward Paterson, BC                           | Marjory Shedd, ON Dorothy Tinline, ON                           | Yves Paré, QC Patricia Espley, QC                               |
| 1967      | Wayne Macdonnell, BC                                            | Alison Daysmith, BC                                             | Jamie Paulson, AB Yves Paré, QC                                 | Jean Miller, QC Patricia Moody, QC                              | Yves Paré, QC Patricia Moody, QC                                |
| 1968      | Jamie Paulson, AB                                               | Sharon Whittaker, BC                                            | Jamie Paulson, AB Yves Paré, QC                                 | Jean Miller, QC Patricia Moody, QC                              | Rolf Paterson, BC Mimi Nilsson, BC                              |
| 1969      | Jamie Paulson, AB                                               | Judi Rollick, BC                                                | Jamie Paulson, AB Yves Paré, QC                                 | Marjory Shedd Barbara Hood, ON                                  | Bruce Rollick, BC Judi Rollick, BC                              |
| 1970      | Bruce Rollick, BC                                               | Alison Ridgway, BC                                              | Jamie Paulson, AB Yves Paré, QC                                 | Nancy McKinley, ON Patricia Moody, QC                           | Yves Paré, QC Patricia Moody, QC                                |
| 1971      | Bruce Rollick, BC                                               | Nancy McKinley, ON                                              | Jim Lynch Dave Charron, ON                                      | Marjory Shedd, ON Barbara Hood, ON                              | Rolf Paterson, BC Mimi Nilsson, BC                              |
| 1972      | Bruce Rollick, BC                                               | Nancy McKinley, ON                                              | Rolf Paterson, BC Bruce Rollick, BC                             | Judi Rollick, BC Mimi Nilsson, BC                               | Yves Paré, QC Marjory Shedd, ON                                 |
| 1973      | Jamie Paulson, AB                                               | Nancy McKinley, ON                                              | Jamie Paulson, AB Yves Paré, QC                                 | Judi Rollick Mimi Nilsson, BC                                   | Raphi Kanchanaraphi Barbara Welch, ON                           |
| 1974      | Jamie Paulson, AB                                               | Jane Youngberg, BC                                              | Channarong Ratanaseangsuang, AB Raphi Kanchanaraphi, ON         | Jane Youngberg, BC Barbara Welch, ON                            | Rolf Paterson, BC Mimi Nilsson, BC                              |
| 1975      | Bruce Rollick, BC                                               | Alison Delf, AB                                                 | Channarong Ratanaseangsuang, AB Raphi Kanchanaraphi, ON         | Jane Youngberg, BC Barbara Welch, ON                            | Cam Dalgleish, AB Wendy Clarkson, AB                            |
| 1976      | Bruce Rollick, BC                                               | Wendy Clarkson, AB                                              | Channarong Ratanaseangsuang, AB Raphi Kanchanaraphi, ON         | Jane Youngberg, BC Sherri Boyse, AB                             | Lucio Fabris, ON Lillian Cozzarini, ON                          |
| 1977      | Jamie McKee, ON                                                 | Jane Youngberg, BC                                              | Pat Tryon, ON Ian Johnson, ON                                   | Jane Youngberg, BC Barbara Welch, ON                            | Bruce Rollick, BC Mimi Nilsson, BC                              |
| 1978      | Jamie McKee, ON                                                 | Jane Youngberg, BC                                              | Pat Tryon, ON Ian Johnson, ON                                   | Jane Youngberg, AB Claire Backhouse, BC                         | Greg Carter, AB Wendy Clarkson, AB                              |
| 1979      | John Czich, ON                                                  | Wendy Carter, AB                                                | Raphi Kanchanaraphi Dominic Soong, ON, QC                       | Wendy Carter Claire Backhouse, AB, BC                           | Greg Carter Wendy Carter, AB                                    |
| 1980      | Pat Tryon, ON                                                   | Wendy Carter, AB                                                | Paul Johnson, ON David deBelle, ON                              | Jane Youngberg, AB Claire Backhouse, BC                         | Paul Johnson, ON Claire Backhouse, BC                           |
| 1981      | Pat Tryon, ON                                                   | Jane Youngberg, BC                                              | John Czich Keith Priestman, ON                                  | Wendy Carter Sandra Skillings, BC                               | Denys Martin Denyse Julien, QC                                  |
| 1982      | Bob MacDougall, AB                                              | Johanne Falardeau, QC                                           | Bob MacDougall Mark Freitag, AB                                 | Wendy Carter Sandra Skillings, BC                               | Bob MacDougall Wendy Carter, AB, BC                             |
| 1983      | Mike Butler, NB                                                 | Denyse Julien, QC                                               | Mike deBelle Mike Bitten, ON                                    | Johanne Falardeau Claire Backhouse, QC, BC                      | Mark Freitag Linda Cloutier, AB, QC                             |
| 1984      | Mike Butler, NB                                                 | Linda Cloutier, QC                                              | Bob MacDougall Ken Poole, AB                                    | Johanne Falardeau Claire Backhouse, QC, BC                      | Mike Butler Claire Backhouse, NB, BC                            |
| 1985      | Mike Butler, NB                                                 | Claire Sharpe, BC                                               | Mike deBelle Mike Bitten, ON                                    | Johanne Falardeau Denyse Julien, QC                             | Ken Poole Chantal Jobin, AB, QC                                 |
| 1986      | Mike Butler,NB                                                  | Denyse Julien, QC                                               | Mike deBelle Mike Bitten, ON                                    | Johanne Falardeau Denyse Julien, QC                             | Mike Butler Johanne Falardeau, NB, QC                           |
| 1987      | Mike Butler, NB                                                 | Denyse Julien, QC                                               | Mike Butler David Humble, NB, AB                                | Johanne Falardeau Denyse Julien, QC                             | Mike Butler Claire Sharpe, NB, BC                               |
| 1988      | Wechsel des Austragungsmodus von Dezember 1987 auf Februar 1989 | Wechsel des Austragungsmodus von Dezember 1987 auf Februar 1989 | Wechsel des Austragungsmodus von Dezember 1987 auf Februar 1989 | Wechsel des Austragungsmodus von Dezember 1987 auf Februar 1989 | Wechsel des Austragungsmodus von Dezember 1987 auf Februar 1989 |
| 1989      | John Goss, AB                                                   | Denyse Julien, QC                                               | Bryan Blanshard Ian Johnston, ON, AB                            | Johanne Falardeau Denyse Julien, QC                             | Anil Kaul Denyse Julien, BC, QC                                 |
| 1990      | Wen Wang, AB                                                    | Si-an Deng, BC                                                  | Mike Bitten Bryan Blanshard, ON                                 | Si-an Deng Doris Piché, BC, QC                                  | Andrew Muir Johanne Falardeau, AB, QC                           |
| 1991      | Bryan Blanshard, ON                                             | Denyse Julien, QC                                               | Mike Bitten Bryan Blanshard, ON                                 | Claire Sharpe Si-an Deng, BC                                    | Anil Kaul Si-an Deng, AB, BC                                    |
| 1992      | Jaimie Dawson, MB                                               | Doris Piché, QC                                                 | Mike Bitten Bryan Blanshard, ON                                 | Doris Piché Denyse Julien, QC                                   | Anil Kaul Si-an Deng, AB, BC                                    |
| 1993      | David Humble, AB                                                | Si-an Deng, BC                                                  | Mike Bitten Bryan Blanshard, ON                                 | Denyse Julien Si-an Deng, QC, BC                                | Bryan Blanshard Denyse Julien, ON, QC                           |
| 1994      | Wen Wang, AB                                                    | Denyse Julien, QC                                               | Mike Bitten Bryan Blanshard, ON                                 | Milaine Cloutier Robbyn Hermitage, QC                           | Bryan Blanshard Denyse Julien, ON, QC                           |
| 1995      | Jaimie Dawson, MB                                               | Denyse Julien, QC                                               | Anil Kaul Iain Sydie, BC, AB                                    | Si-an Deng Denyse Julien, BC, QC                                | Darryl Yung Denyse Julien, BC, QC                               |
| 1996      | Iain Sydie, AB                                                  | Denyse Julien, QC                                               | Anil Kaul Iain Sydie, BC, AB                                    | Milaine Cloutier Robbyn Hermitage, AB, QC                       | Darryl Yung Denyse Julien, BC, QC                               |
| 1997      | Wen Wang, AB                                                    | Denyse Julien, QC                                               | Iain Sydie Brent Olynyk, AB, BC                                 | Denyse Julien Robbyn Hermitage, QC                              | Iain Sydie Denyse Julien, AB, QC                                |
| 1998      | Mike Beres, ON                                                  | Denyse Julien, QC                                               | Iain Sydie Darryl Yung, AB, BC                                  | Milaine Cloutier Robbyn Hermitage, AB, QC                       | Iain Sydie Denyse Julien, AB, QC                                |
| 1999      | Andrew Dabeka, ON                                               | Milaine Cloutier, AB                                            | Iain Sydie Brent Olynyk, AB, BC                                 | Milaine Cloutier Robbyn Hermitage, AB, QC                       | Iain Sydie Denyse Julien, AB, QC                                |
| 2000      | Brian Abra, AB                                                  | Denyse Julien, QC                                               | Bryan Moody Brent Olynyk, QU, BC                                | Milaine Cloutier Robbyn Hermitage, AB, QC                       | Iain Sydie Denyse Julien, AB, QC                                |
| 2001      | Andrew Dabeka, ON                                               | Denyse Julien, QC                                               | Bryan Moody Brent Olynyk, QU, BC                                | Amélie Felx Robbyn Hermitage, QC                                | Bryan Moody Milaine Cloutier, QC, AB                            |
| 2002      | Bobby Milroy, ON                                                | Kara Solmundson, MB                                             | Keith Chan William Milroy, AB                                   | Milaine Cloutier Robbyn Hermitage, AB, QC                       | Philippe Bourret Robbyn Hermitage, QU                           |
| 2003      | Andrew Dabeka, ON                                               | Denyse Julien, QC                                               | Mike Beres Kyle Hunter, ON                                      | Milaine Cloutier Robbyn Hermitage, AB, QC                       | William Milroy Tammy Sun, AB                                    |
| 2004      | Stephan Wojcikiewicz, ON                                        | Anna Rice, AB                                                   | Keith Chan William Milroy, AB                                   | Milaine Cloutier Denyse Julien, AB, QC                          | William Milroy Tammy Sun, AB                                    |
| 2005      | Andrew Dabeka, ON                                               | Anna Rice, BC                                                   | Mike Beres William Milroy, ON, AB                               | Charmaine Reid Helen Nichol, ON, AB                             | William Milroy Tammy Sun, AB                                    |
| 2006      | Andrew Dabeka, ON                                               | Charmaine Reid, ON                                              | Mike Beres William Milroy, ON, AB                               | Charmaine Reid Helen Nichol, ON, AB                             | Mike Beres Valérie Loker, ON, QU                                |
| 2007      | Mike Beres, ON                                                  | Charmaine Reid, ON                                              | Mike Beres William Milroy, ON, AB                               | Charmaine Reid Fiona McKee, ON                                  | Mike Beres Valérie Loker, ON, QU                                |
| 2008      | David Snider, MN                                                | Anna Rice, BC                                                   | Mike Beres William Milroy, ON, AB                               | Milaine Cloutier Valérie Loker, AB, QU                          | Mathieu Laforest Amélie Felx QC                                 |
| 2009      | Andrew Dabeka, ON                                               | Anna Rice, BC                                                   | Toby Ng William Milroy, AB                                      | Milaine Cloutier Grace Gao, AB                                  | William Milroy Fiona McKee AB, ON                               |
| 2010      | Alexander Pang, AB                                              | Anna Rice, BC                                                   | Alvin Lau Jon Vandervet, BC, AB                                 | Lydia Jiang Melody Liang, BC                                    | Jon Vandervet Milaine Cloutier, AB                              |
| 2011      | David Snider, MB                                                | Michelle Li, ON                                                 | Adrian Liu Derrick Ng, BC                                       | Alex Bruce Michelle Li, ON                                      | Toby Ng Grace Gao, AB                                           |
| 2012      | Alexander Pang, MB                                              | Michelle Li, ON                                                 | Adrian Liu Derrick Ng, BC                                       | Joycelyn Ko Grace Gao, ON, AB                                   | Toby Ng Grace Gao, AB                                           |
| 2013      | Bobby Milroy                                                    | Michelle Li                                                     | Adrian Liu Derrick Ng                                           | Alex Bruce Phyllis Chan                                         | Toby Ng Grace Gao                                               |
| 2014      | David Snider                                                    | Michelle Li                                                     | Adrian Liu Derrick Ng                                           | Alex Bruce Phyllis Chan                                         | Derrick Ng Kristen Tsai                                         |
| 2015      | Andrew D’Souza                                                  | Michelle Li                                                     | Adrian Liu Derrick Ng                                           | Alex Bruce Phyllis Chan                                         | Toby Ng Alex Bruce                                              |
| 2016      | Jason Ho-Shue, ON                                               | Michelle Li, ON                                                 | Adrian Liu Derrick Ng, BC                                       | Michelle Li Rachel Honderich, ON                                | Toby Ng, BC Alex Bruce, ON                                      |
| 2017      | Jason Ho-Shue, ON                                               | Brittney Tam, ON                                                | Jason Ho-Shue Nyl Yakura, ON                                    | Michelle Tong, ON Josephine Wu, AB                              | Toby Ng, BC Rachel Honderich, ON                                |
| 2018      | Jason Ho-Shue, ON                                               | Michelle Li, ON                                                 | Jason Ho-Shue Nyl Yakura, ON                                    | Rachel Honderich, ON Kristen Tsai, ON                           | Nyl Yakura, ON Kristen Tsai, ON                                 |
| 2019      | Brian Yang, ON                                                  | Michelle Li, ON                                                 | Jason Ho-Shue Nyl Yakura, ON                                    | Rachel Honderich, ON Kristen Tsai, BC                           | Joshua Hurlburt-Yu, ON Josephine Wu, AB                         |
| 2020      | Jason Ho-Shue, ON                                               | Rachel Chan, ON                                                 | Jason Ho-Shue Nyl Yakura, ON                                    | Rachel Honderich, ON Kristen Tsai, BC                           | Joshua Hurlburt-Yu, ON Josephine Wu, AB                         |
| 2021      | nicht ausgetragen                                               | nicht ausgetragen                                               | nicht ausgetragen                                               | nicht ausgetragen                                               | nicht ausgetragen                                               |
| 2022      | Jason Ho-Shue, ON                                               | Talia Ng, ON                                                    | Ty Alexander Lindeman Kevin Lee, AB                             | Catherine Choi, ON Josephine Wu, AB                             | Ty Alexander Lindeman Josephine Wu, AB                          |
| 2023      | Victor Lai, ON                                                  | Jackie Dent, ON                                                 | Andy Ko, AB Kevin Lee, AB                                       | Camille Leblanc, QC Alexandra Mocanu, QC                        | Kevin Lee, AB Eliana Zhang, QC                                  |
| 2024      | Victor Lai, ON                                                  | Rachel Chan, ON                                                 | Andy Ko, AB Duncan Yao, BC                                      | Jacqueline Cheung, ON Rachel Honderich, ON                      | Jonathan Lai, ON Rachel Honderich, ON                           |
| 2025      | Timothy Lock                                                    | Emma Meng                                                       | Daniel Leung Timothy Lock                                       | Emma Meng Sophia Nong                                           | Timothy Lock Chloe Hoang                                        |